# Xian autonome mongol de Dorbod
Le xian autonome mongol de Dorbod (杜尔伯特蒙古族自治县 ; pinyin : Dù'ěrbótè měnggǔzú Zìzhìxiàn) est un district administratif de la province du Heilongjiang en Chine. Il est placé sous la juridiction de la ville-préfecture de Daqing.

## Démographie
La population du district était de 243 829 habitants en 1999.